# Tomel obecný

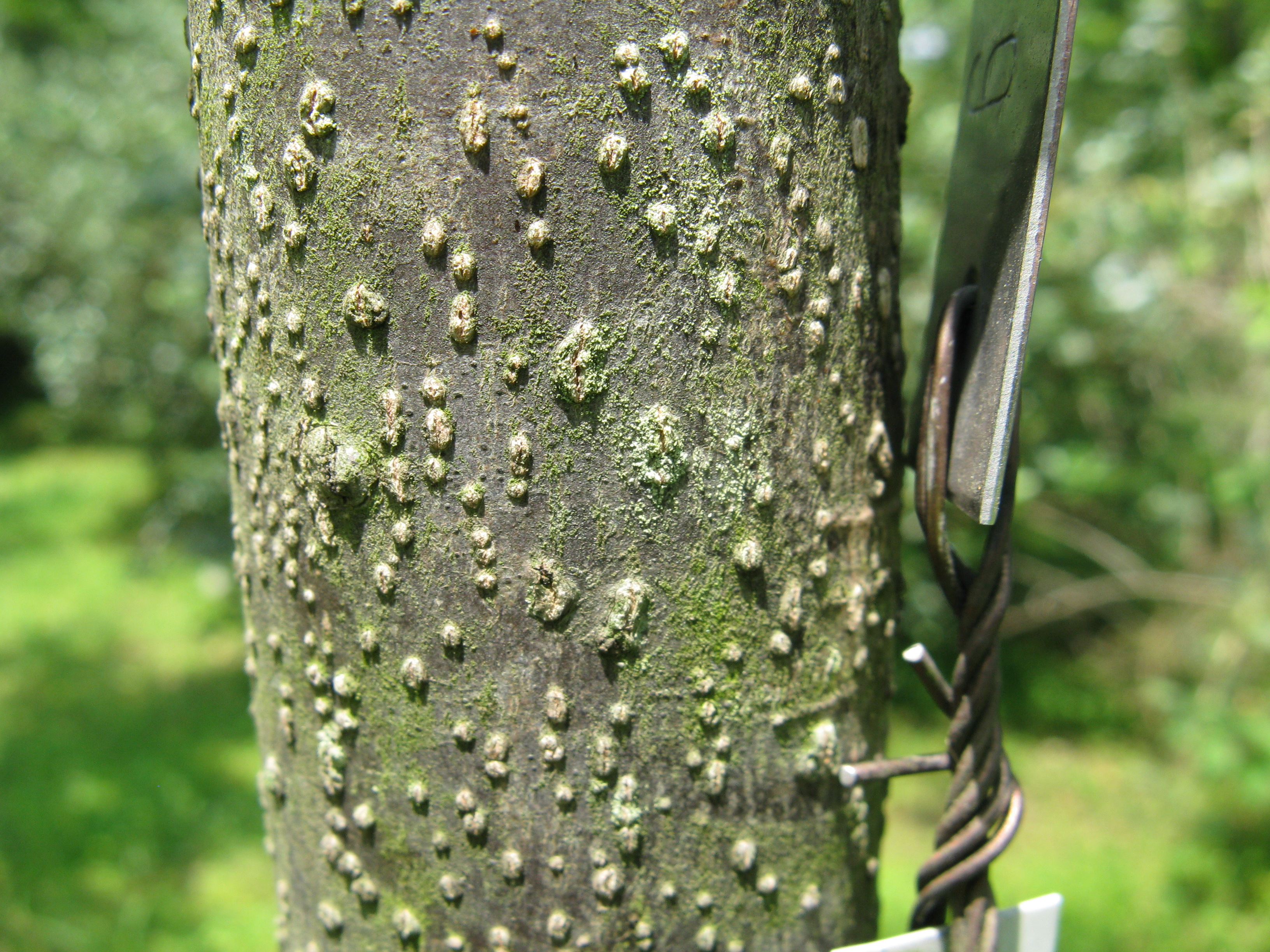
Kmen

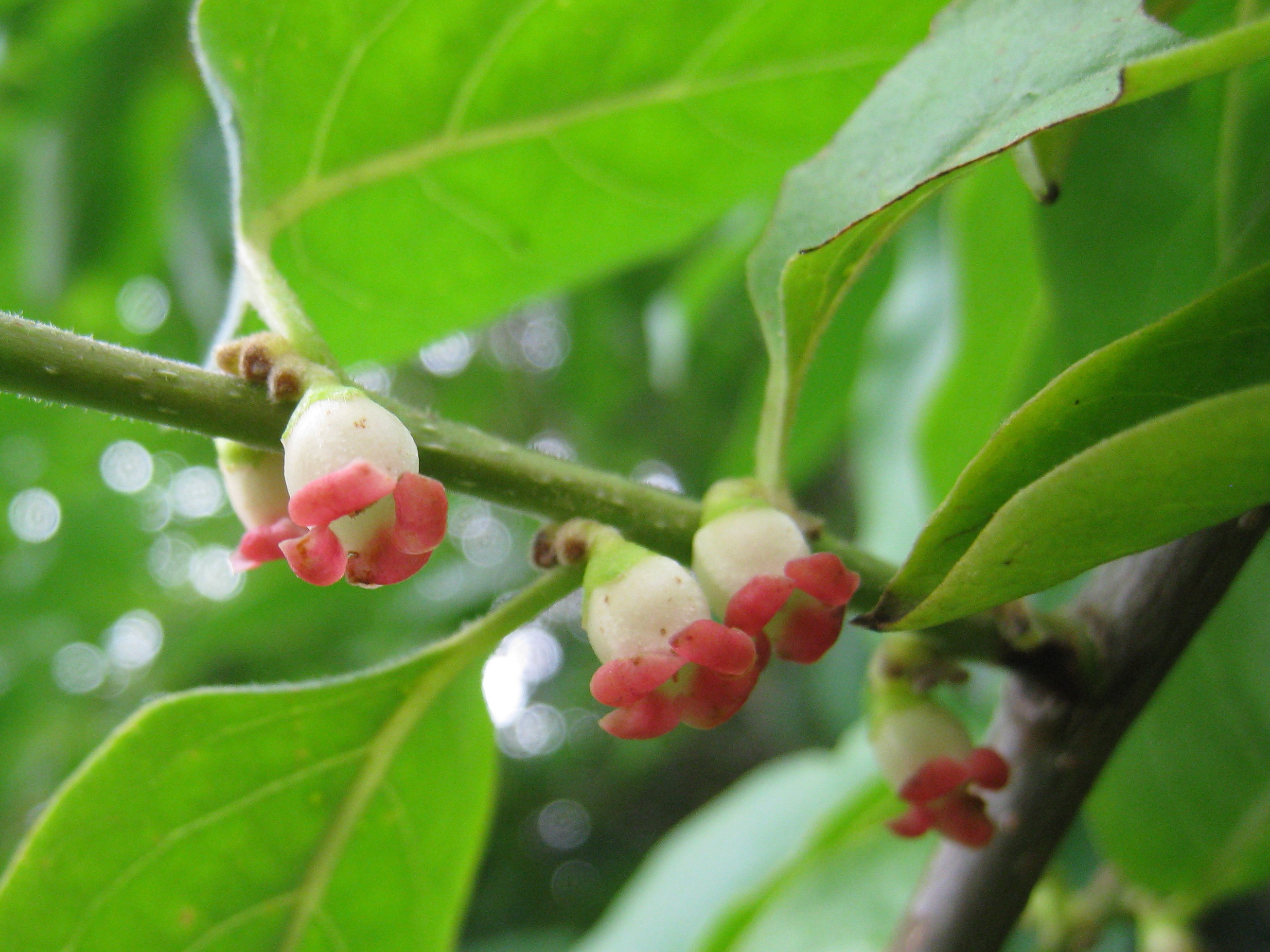
Samičí květy

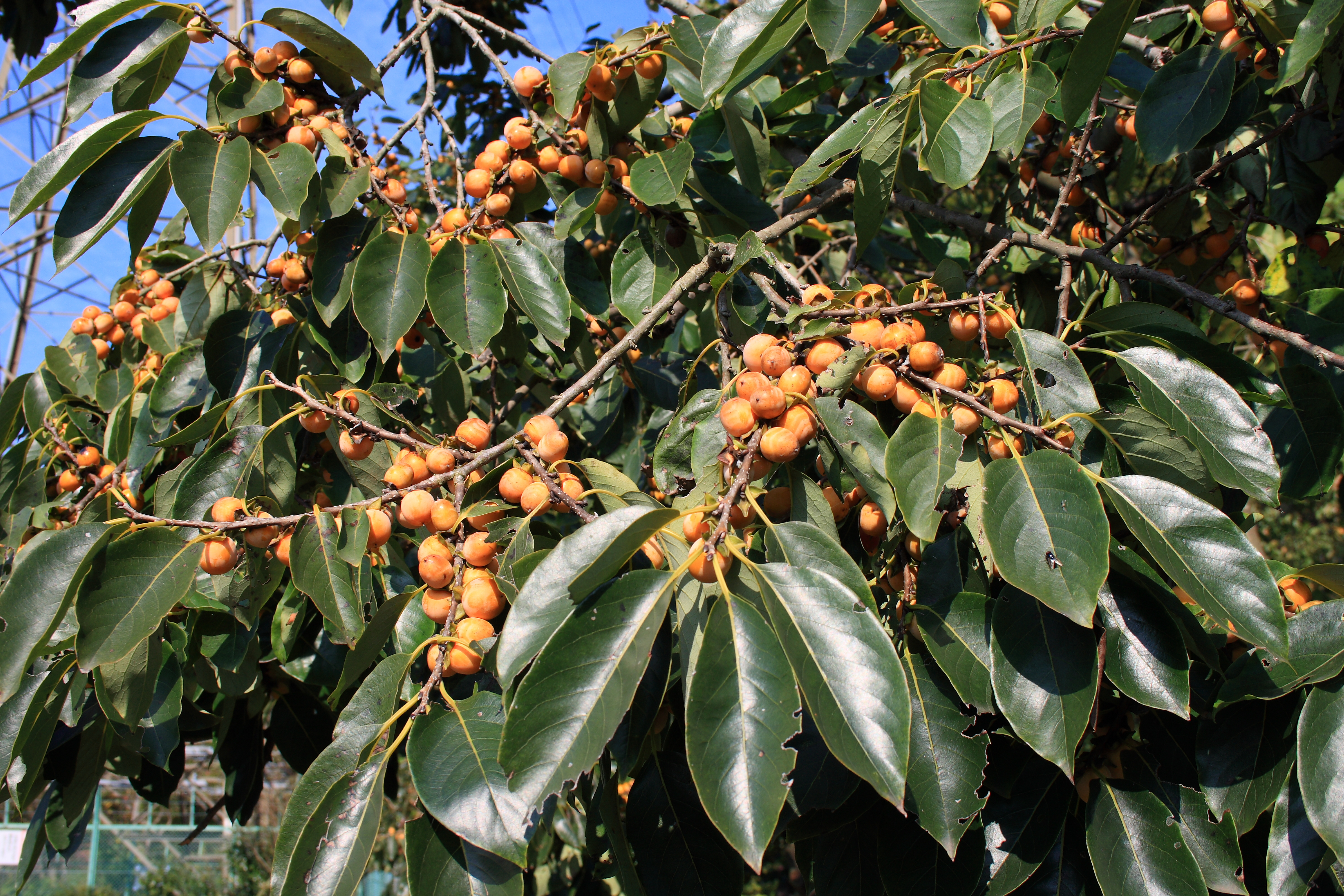
Plody a listy

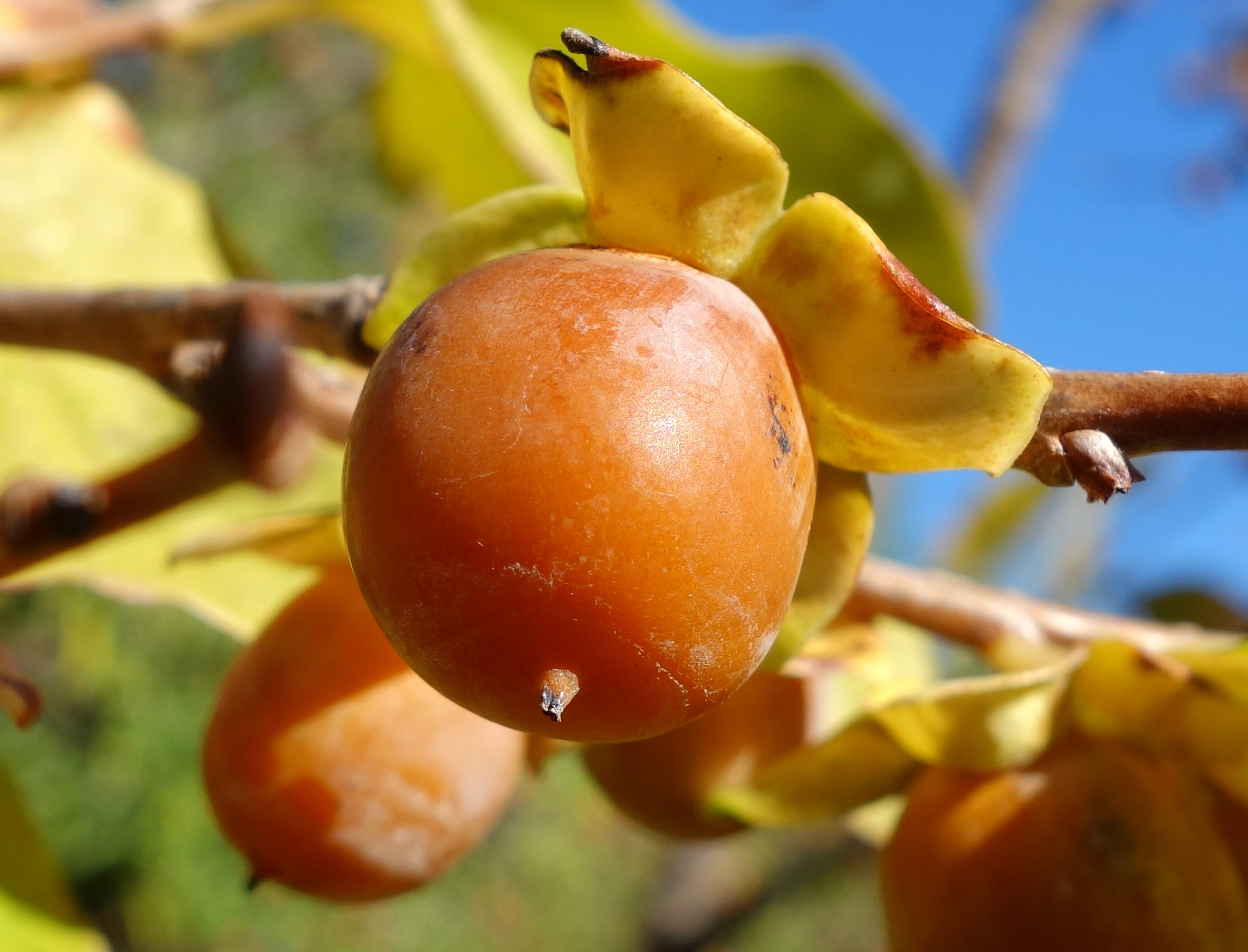
Zralý plod

Tomel obecný (Diospyros lotus) je listnatý, stálezelený, obvykle dvoudomý strom pocházející z tropických a subtropických oblastí Asie. Je blízce příbuzným tomelu japonskému, pěstovanému pro plody kaki, proti kterému je ale menší, méně náročný na klima a má míň kvalitní plody.

## Rozšíření
Je původním druhem v Číně, kde roste ve smíšených horských lesích do nadmořské výšky 1500 m n. m. Odtud se v dávné době rozšířil do přilehlého Nepálu a Pákistánu, do východní Asie na Korejský poloostrov a do Japonska, do Tádžikistánu, Turkmenistánu a Uzbekistánu ve Střední Asii a do Arménie, Ázerbájdžánu a Gruzie na severním Kavkaze a do nedalekého severního Íránu i přilehlého východního Turecka.
Později byl v době rozkvětu Římské říše rozšířen do evropských oblastí okolo Černého a Středozemního moře, kde jeho pěstování pro užitek i okrasu popisuje již Plinius starší. Roste nyní ve většině jihoevropských států, hlavně ve Španělsku, Francii, Itálii a na Balkánském poloostrově v Albánii, Řecku a Bulharsku.

## Ekologie
Dřevina spolehlivě vegetuje a plodí na dobře osvětleném, nebo jen mírně zastíněném stanovišti, které může mít půdu písčitou i hlinitou, průběžně vlhkou, ale dobře odvodněnou a středně kyselou či alkalickou. Vyskytuje se na Kavkaze do nadmořské výšky 600 m a ve Střední Asií až do 2000 m. Je považována za relikt subtropického deštného lesa, často vytváří jednodruhové porosty. Kvete obvykle v květnu a červnu, plody dozrávají v říjnu a listopadu. Ploidie tomelu obecného je 2n = 30.

## Popis
Dvoudomý strom vysoký do 10 m s kmenem okolo 20 cm hrubým, jehož kořenový systém nevytváří kůlovitý kořen, ale je do široka rozvětvený. Borka kmene je tmavě šedá, šedě hnědá až šedě černá, větve mají nápadné světlé lenticely kopinatého tvaru. Listy vyrůstají z kopinatých pupenů, mají řapíky asi 1 cm dlouhé a jsou tenké, téměř blanité. Listová čepel je eliptická až vejčitě podlouhlá, 5 až 15 cm dlouhá a 3 až 6 cm široká, na bázi je tupá, široce klínovitá nebo zaoblená, na vrcholu špičatá a po obvodě někdy zvlněná. List je oboustranně tmavě zelený, někdy brvitý a má zpeřenou žilnatinu se sedmi a deseti páry žilek.
Samčí květy se stopkami vyrůstají po jednom až třech, jsou velké asi 4 mm, mají krátký, vytrvalý kalich se čtyřmi zelenými, trojúhelníkovitými laloky a miskovitou korunu se čtyřmi ven zahnutými laloky zbarvenými světle žlutě a na koncích načervenale; obsahují dále ve dvou kruzích šestnáct tyčinek s krátkými nitkami a podélně pukajícími prašníky. Samičí květy bývají téměř přisedlé, jsou velké asi 6 mm, mají zelený kalich se čtyřmi zuby, miskovitou korunu se čtyřmi ven zahnutými laloky zbarvenými bledě žlutě až načervenale a mají svrchní, osmipouzdrý semeník se čtyřmi, na koncích rozdvojenými čnělkami. Opylovány jsou hmyzem.
Plod je bobule téměř kulovitého či eliptického tvaru, v nezralém stavu je světle žlutá, později se stává modravě černá a ojíněná. Bobule má téměř kulovitý či eliptický tvar, je velká 1 až 2 cm a může obsahovat jedno až osm hnědých či černých semen až 1 cm dlouhých.

## Vznik plodů
U většiny odrůd je pro vytvoření plodů nutno vysadit v blízkosti strom se samičími a strom se samčími květy. Některé odrůdy mají oba typy květů na stejném stromě, chovají se jako jednodomé. U jiných zase vznikají plody v samičích květech partenokarpicky, bez opylení, takové plody jsou bez semen.

## Význam
Ne zcela zralý plod obsahuje třísloviny a je trpký, jí se jen přezrálý, dobře uležený. Nejčastěji se toto ovoce konzumuje sušené, tehdy má chuť datlí, je bohaté na vlákninu, vitamíny (zejména provitamín A) a minerály, hlavně draslík, vápník, sodík a hořčík. Čerstvé plody mají nízkou energetickou hodnotu a jsou vhodné ke konzumaci při redukčních dietách, sušené naopak obsahují až 40 % cukru. Připravují se z nich nejrůznější kompoty, marmelády, sirupy, nebo sloužívají k výrobě alkoholu.
Stromy se tradičně pěstují pro okrasu i pro stín, jsou také dobré medonosné rostliny. Dřevo stromu je žlutě zbarveno, je pevné a trvanlivé, používá se ve stavebnictví a na tesařské výrobky. Semenáče se užívají jako podnože pro tomel japonský.